# Samaná (Kolumbien)
Samaná ist eine Gemeinde (municipio) im Departamento Caldas in Kolumbien.

## Geographie
Samaná liegt im Osten von Caldas in der Subregion Alto Oriente, 189 km von Manizales entfernt, und hat eine Durchschnittstemperatur von 20 °C. Die Gemeinde liegt auf 1460 Metern. An die Gemeinde grenzen im Norden und Nordosten Nariño und Argelia im Departamento de Antioquia, im Osten Victoria und Norcasia, im Süden Marquetalia und Victoria und im Westen Pensilvania und Nariño.

## Demographie
Die Gemeinde Samaná hat 25.798 Einwohner, von denen 5192 im städtischen Teil (cabecera municipal) der Gemeinde leben (Stand: 2019).

## Geschichte
Auf dem Gebiet des heutigen Samaná lebte bei Ankunft der Spanier das indigene Volk der Pantágoras, das während der Konquista ausgerottet wurde. In der Folge war das Gebiet für 300 Jahre unbewohnt. Pensilvania wurde 1860 von aus Antioquia stammenden Siedlern als San Agustín gegründet. Der Ort erhielt 1896 den Status einer Gemeinde. Die Gemeinde wurde 1930 in Samaná umbenannt, um eine direktere Verbindungen zu den indigenen Wurzeln der Region herzustellen.

## Wirtschaft
Der wichtigste Wirtschaftszweig von Samaná ist die Landwirtschaft, insbesondere der Anbau von Kaffee und Zuckerrohr.